# Transportministeriet
Transportministeriet er den øverste danske statslige myndighed på transportområdet, der i sin nuværende form blev dannet den 27. juni 2019.

## Historie
Ved demokratiets indførelse i Danmark (i forbindelse med Danmarks 1. grundlov af 5. juni 1849) var trafikpolitikken placeret under Indenrigsministeriet.
Trafikpolitikken fik sit eget ministerium i 1892 i form af Ministeriet for offentlige Arbejder, der dog blev nedlagt i 1896 for så at genopstå i 1900. I perioden 9. november 1942 til 7. november 1945 havde ministeriet to ministre, Ministeren for offentlige arbejder og Trafikministeren, men var ikke selv delt tilsvarende. Efterfølgende blev ministeriet atter samlet under en minister, Ministeren for offentlige arbejder.
I 1986 skiftede ministeriet navn til Trafikministeriet, der blev anvendt til 2005, hvorefter det ved regeringsdannelsen med tilføjelse af energiområdet (Energistyrelsen) blev til Transport- og Energiministeriet. Energidelen blev den 23. november 2007 overført til det nyoprettede Klima- og Energiministeriet. Herefter hed ministeriet Transportministeriet.
I 2015 blev ministeriet ændret fra Transportministeriet til Transport- og Bygningsministeriet, og ministeriet overtog ansvaret for sager vedrørende byggeri og bygninger herunder administrationen af store dele af statens bygninger fra det daværende Klima-, Energi- og Bygningsministeriet.
I 2016 ændredes resortområdet og dermed navnet til Transport-, Bygnings- og Boligministeriet .
Ved regeringsdannelsen i 2019 blev navnet ændret til Transport- og Boligministeriet.
Efter en kongelig resolution 21. januar 2021 overførtes boligområdet til det nyoprettede Indenrigs- og Boligministerium og ministeriets navn blev ændret fra Transport- og Boligministeriet til Transportministeriet.